# Naziv Evropske unije v uradnih jezikih
Naziv Evropske unije v uradnih jezikih.

## Naziv v jezikih držav članicah
- Unión Europea (španščina)
- Europæiske Union (danščina)
- Europäische Union (nemščina)
- Ευρωπαϊκή Ένωση (grščina)
- European Union (angleščina)
- Union Européenne (francoščina)
- Unione Europea (italijanščina)
- Europese Unie (nizozemščina)
- União Europeia (portugalščina)
- Euroopan unioni (finščina)
- Europeiska Unionen (švedščina)
- Eiropas Savienība (latvijščina)
- Euroopa Liit (estonščina)
- Európai Unió (madžarščina)
- Europos Sąjunga (litovščina)
- Európska únia (slovaščina)
- Evropská unie (češčina)
- Evropska unija (slovenščina)
- Unia Europejska (poljščina)
- l-Unjoni Ewropea (malteščina)
- An tAontas Eorpach (irščina)
- Uniunea Europeană (romunščina)
- Европейски съюз (bolgarščina)
- Europska unija (hrvaščina)

## Naziv v jezikih državkandidatk
- Европска унија (srbščina)
- Европска унија (črnogorščina)
- Европската унија (makedonščina)
- Eǔropa Unio (esperanto)
- Bashkimi Evropian (albanščina)
- Evrópusambandið (islandščina)